# Tenshindon
Le tenshindon (天津丼) est une spécialité sino-japonaise consistant en une omelette au crabe sur du riz. Son nom est aussi tenshinhan (天津飯), en référence à Tianjin en Chine.

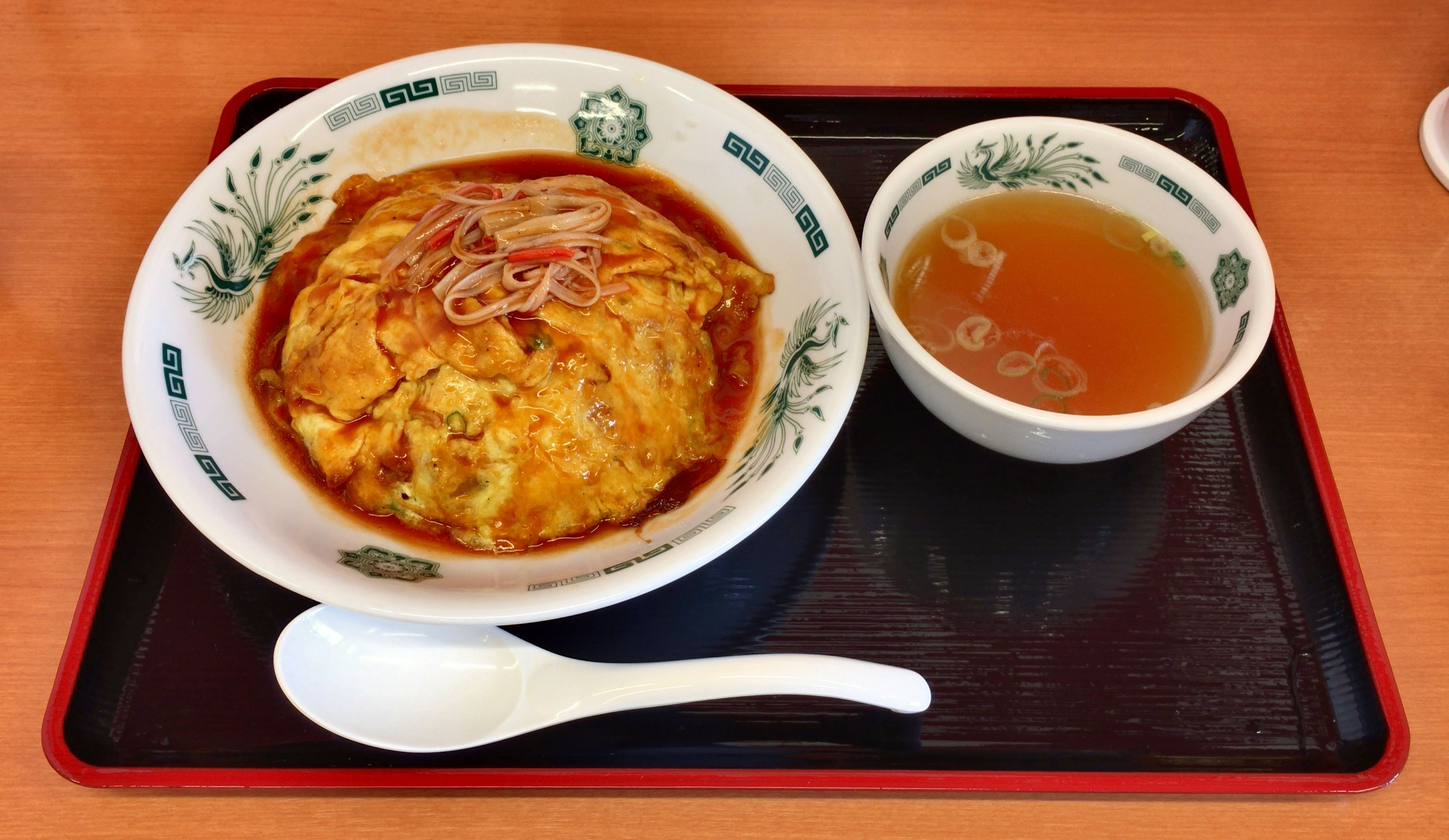
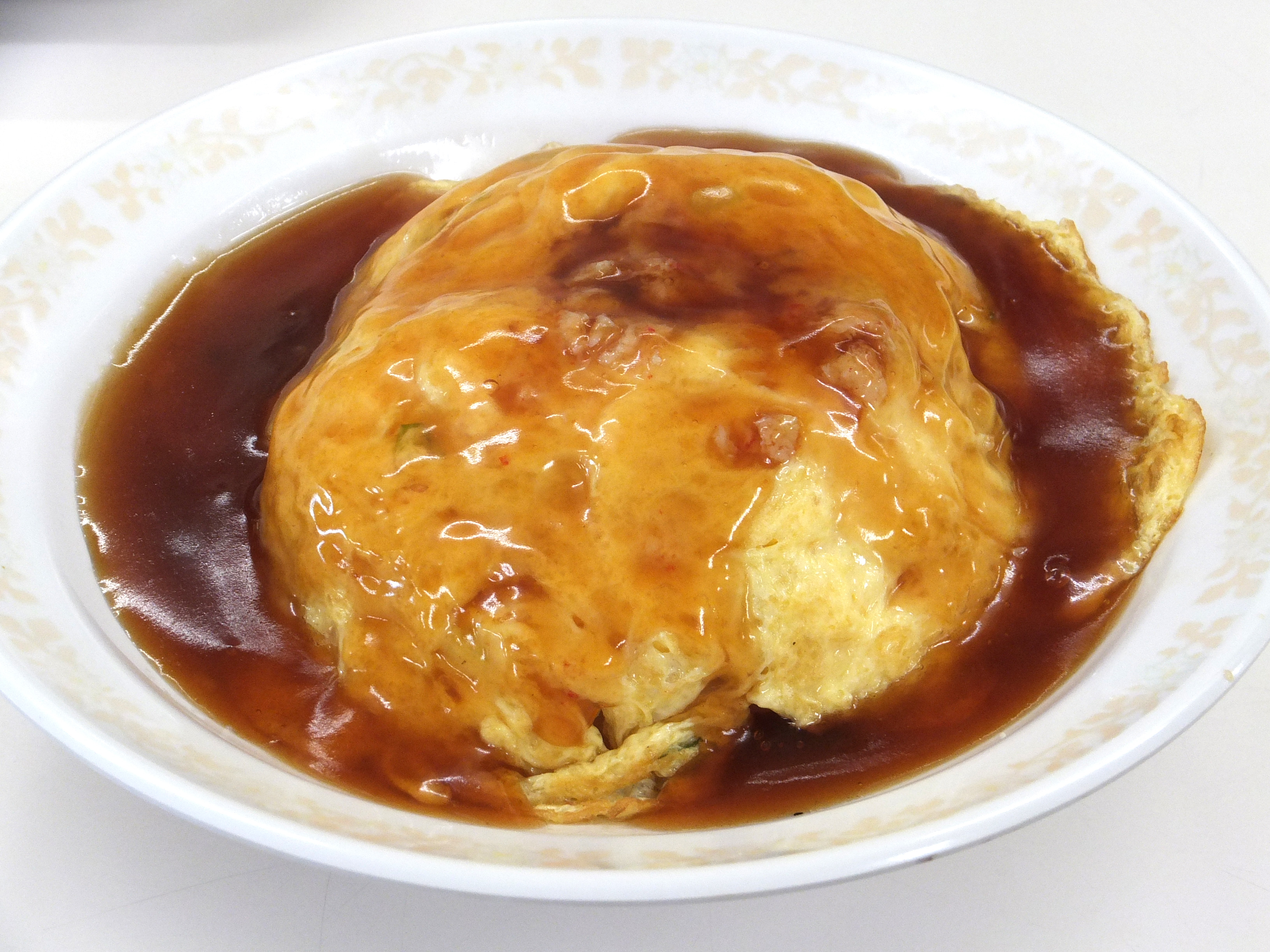
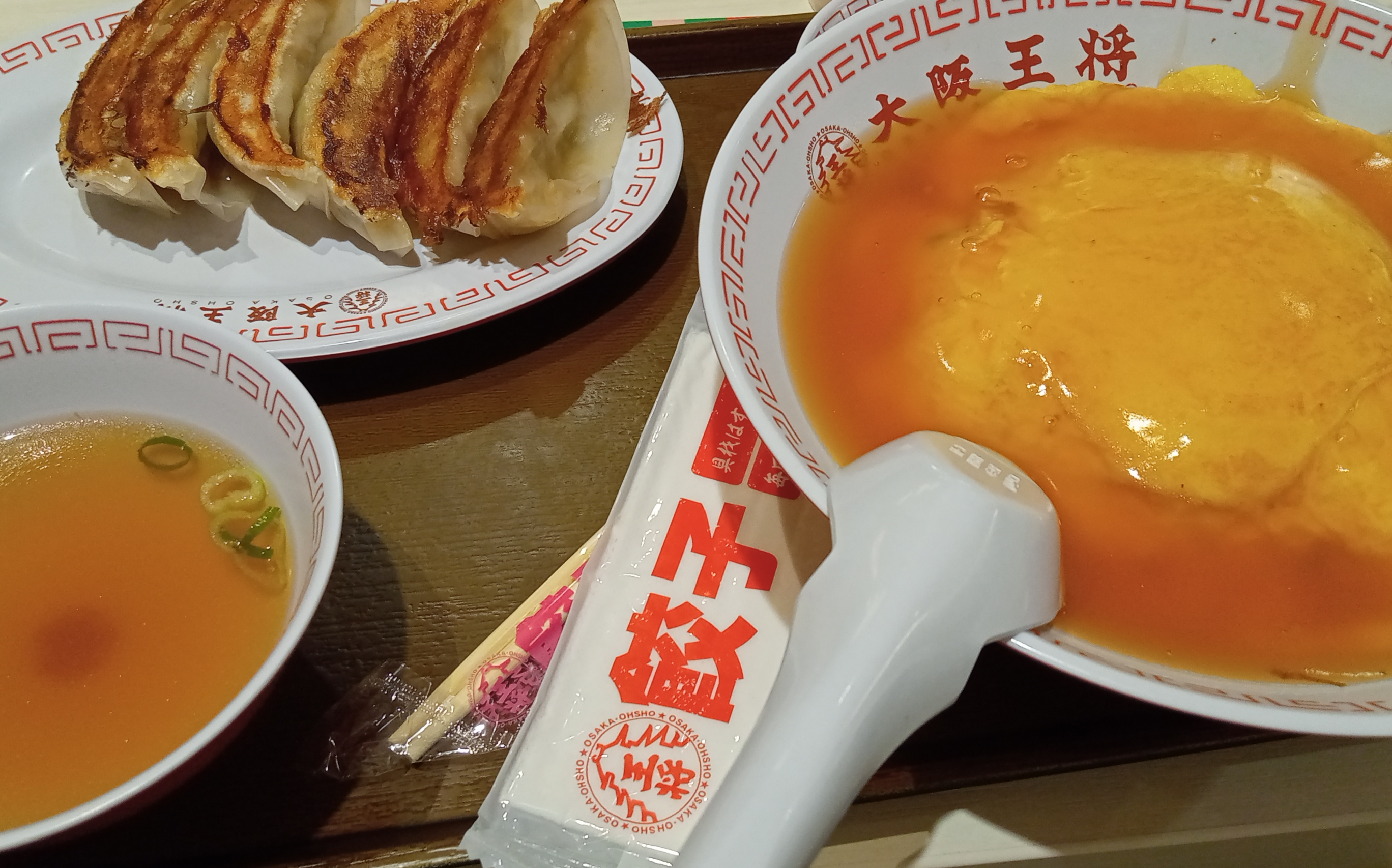
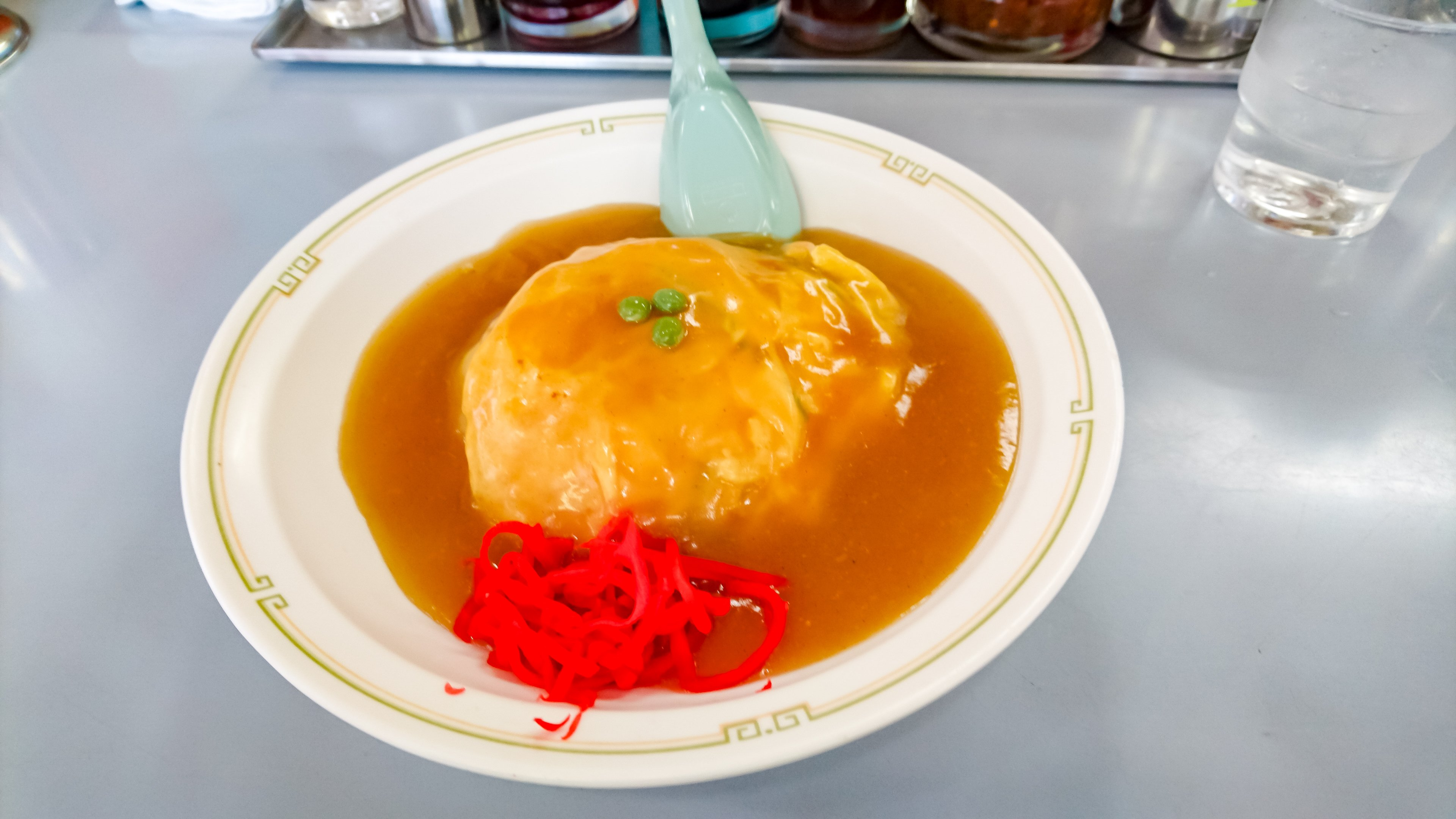